# Dubanevîci, Horodok
Dubanevîci (în ucraineană Дубаневичі) este o comună în raionul Horodok, regiunea Liov, Ucraina, formată numai din satul de reședință.

## Demografie
Componența lingvistică a comunei Dubanevîci
     Ucraineană (99,61%)
     Alte limbi (0,39%)
Conform recensământului din 2001, majoritatea populației comunei Dubanevîci era vorbitoare de ucraineană (99,61%), existând în minoritate și vorbitori de alte limbi.